# マイケル・グラント (古典学者)
マイケル・グラント（英: Michael Grant、1914年11月21日 - 2004年10月4日）は、イギリスの西洋古典学者・歴史学者。主著に『ギリシア・ローマ神話事典』など。

## 人物
ロンドン出身。ケンブリッジ大学トリニティ・カレッジ卒業。第二次世界大戦に諜報員として従軍。戦後、ケンブリッジ大学特別研究員、エディンバラ大学教授、ハルツーム大学副学長（初代）、クイーンズ大学ベルファスト副学長を歴任。英国古典学協会会長などの要職も務めた。1946年OBE勲章、1958年CBE勲章。
1966年から晩年は、イタリアの古都ルッカ郊外に住み著述に専念した。
友人にスティーヴン・ランシマンがいる。

## 著作
50冊近い書籍に携わっている。研究対象は古代ギリシア・ローマの文学・歴史・芸術・神話・生活、貨幣学、初期キリスト教史、イスラエル史など多岐にわたる。

### 日本語訳
- Gods and mortals in classical mythology (1973)
  - 『ギリシア・ローマ神話事典』マイケル・グラント；ジョン・ヘイゼル共著、西田実ほか訳、大修館書店、1988年。ISBN 4-469-01221-1。NDLJP:13154590
- Eros in Pompeii : the secret rooms of the National Museum of Naples The art of love in Rome (1975)
  - 『ローマ・愛の技法』マイケル・グラントほか著、書籍情報社編集部訳、書籍情報社、1997年。ISBN 4-915999-04-1  （ナポリ国立考古学博物館蔵ポンペイのエロティック・アート（英語版）の解説書）